# Semiothisa vau
Semiothisa vau är en fjärilsart som beskrevs av Louis Beethoven Prout 1913. Semiothisa vau ingår i släktet Semiothisa och familjen mätare. Inga underarter finns listade i Catalogue of Life.